# Fábio Cardoso
Fábio Cardoso (Atibaia, 20 de noviembre de 1932 - 30 de abril de 2010) fue un actor brasileño.

## Carrera

### Como actor
- Ô... Desgraciado! (1999-2000) .... Varios personajes
- Perla Negra (1998) .... Laureano Pacheco Oliveira Baggio
- El Puente del Amor (1983) .... Carlos
- Los Inmigrantes - tercera generación (1982) .... Francisco
- Los Adolescentes (1981) .... Joaquim
- Lo Todo Poderoso (1979) .... Léo
- El Espantalho (1977) .... Bruno
- Diez Vidas (1969) .... Maciel
- La Niña del Veleiro Azul (1969) .... Edmundo
- Aquel que Debe Volver (1965) .... Álvaro
- Cuando el Amor es Más Fuerte (1964)
- TELE de Vanguarda
  - El Aventureiro
  - El gran Negocio
  - Tensión en Shangay
  - Vuelta Mocidade
  - Los 39 Escalones
- TELE Teatro
  - Silencio, Noche
- La Muralla (1958)
- Los Tres Mosqueteiros (1957) .... Buckingham
- Y el Viento Llevó (1956) .... Ashley Wilkes

Cine
- El Rey Pelé (1962)
- Amor para Tres (1960) .... Dr. Carlos Santos
- Mis Amores en el Río (1959)
- Matemática Cero, Amor Diez (1958)
- Macumba en el alta (1958)
- Dorinha en el Soçaite (1957) .... Raul
- Hueso, Amor y Papagaios (1957)
- Mujer de Verdad (1954)

Como productor
- Rey Pelé (1962)